# 伊藤文規
伊藤 文規（いとう ふみのり）は、日本の検察官。東京地方検察庁特別公判部長を経て、同庁特別捜査部長。

## 経歴
愛知県出身で、1994年に旧司法試験第2次試験合格。名古屋大学法学部卒業後、1997年司法修習修了、検察官任官、高松地方検察庁検事。
1998年4月、那覇地方検察庁検事。2000年4月、東京地方検察庁検事。2006年4月、法務省法務総合研究所国際協力部教官（法務教官）、大阪地方検察庁検事、ベトナム民法改正共同研究会委員、ベトナム民事訴訟法改正共同研究会委員、法曹養成共同研究会委員、判決書・判例整備共同研究会委員。
2010年4月1日、ベトナム司法省、ベトナム最高人民検察院、ベトナム最高人民裁判所派遣（ハノイ）、東京地方検察庁検事。
2013年4月1日、松江地方検察庁次席検事、法務省法務総合研究所国際協力部・JICA法整備支援プロジェクトのベトナム関連チーフアドバイザー兼任。
2015年4月、東京地方検察庁検事。東京地方検察庁特別捜査部で、のちに副部長を務め、東京高等検察庁検事兼東京地方検察庁検事や、東京高等検察庁検事を経て、2022年6月から東京高等検察庁検事兼東京地方検察庁特別公判部長。
2023年4月10日、東京地方検察庁特別捜査部長就任。

## 人物
2023年4月に東京地検特捜部長に就いた伊藤は就任時、報道陣の取材に「正直者が馬鹿を見る社会をなくしたいという気持ちから検事になった。社会に潜む不公平、不公正な犯罪を摘発したい」と語った。

## 関連事件
- 桜を見る会問題[18]
- 鶏卵汚職事件[18]
- 政治資金パーティー収入の裏金問題

## 著述
論文
- 「外国法令紹介 ベトナム国家賠償法の概要及び特徴」『ICD news 法務省法務総合研究所国際協力部報』第42巻、法務省法務総合研究所国際協力部、2010年、148-157頁。
- 「ベトナムにおける司法改革の変遷と人民検察院の地位、組織、役割等」『ICD news 法務省法務総合研究所国際協力部報「特集 ベトナムの司法改革と人民検察院」』第29巻、法務省法務総合研究所国際協力部、2006年、1-21頁。
- 「ベトナムの統治機構、司法制度の概観」『ICD news 法務省法務総合研究所国際協力部報』第28巻、法務省法務総合研究所国際協力部、2006年、4-21頁。